# بیمارستان کودکان آتاتورک
بیمارستان ملی کودکان آتاتورک (به لاتین: Atatürk Children's Hospital) در کابل، افغانستان قرار دارد و دومین بیمارستان بزرگ کودکان در این شهر است. این بیمارستان توسط دولت افغانستان اداره می‌شود و یکی از تنها دو بیمارستان در کابل است که تحت مالکیت دولت ملی است. این بیمارستان در نزدیکی دانشگاه کابل واقع شده است.

## تاریخچه
بیمارستان کودکان آتاتورک بودجه زیادی دریافت می‌کند و ارتباط نزدیکی با آژانس همکاری و هماهنگی ترکیه (TİKA) دارد. در سال ۲۰۰۰ دولت ترکیه ۱۵۰۰۰ دلار به بیمارستان اهدا کرد،  در سال ۲۰۱۲ پنج آمبولانس حامل ۴۰ قطعه تجهیزات را برای بیمارستان ارسال کرد.
در ۲۷ ژوئن ۲۰۱۹، یک پزشک در بیمارستان توسط یک افسر پلیس مورد ضرب و شتم قرار گرفت و تهدید به مرگ شد. بسیاری از کارکنان در اعتراض به اعتصاب دست زدند.
پس از کشتار تروریست‌ها در بیمارستان دشت برچی در ۱۲ مه ۲۰۲۰، تمام نوزادان داخل بیمارستان به بیمارستان کودکان آتاتورک منتقل شدند. نمایندگان یونیسف در ۲۰ سپتامبر ۲۰۲۱ از آن بازدید کردند.
در ۲ مارس ۲۰۲۲، TİKA اعلام کرد که یک چاه ۲۰۰ متری (۷۹۰۰ اینچی) را برای بیمارستان پس از نگرانی‌هایی که در مورد تامین آب با آن مواجه است، حفر کرده است. در همان سال مؤسسه یونس امره گفت که یک دوره آموزشی به زبان ترکی را برای متخصصان در بیمارستان افتتاح کرده است.